# Nueva Germania
Nueva Germania je městečko v Paraguayi, jež bylo založeno jako antisemitská árijská utopie Bernhardem a Elisabeth Förster-Nietzscheovou. Nachází se přibližně 90 kilometrů jihovýchodně od města Concepción v departmentu San Pedro. V blízkosti je splavná řeka Aguaray-Guazú a městečko spojuje s hlavním městem Asunción asfaltová silnice Elizardo Aquino. V roce 2023 zde žilo kolem 6000 obyvatel.

## Historie

### Přehled událostí
- V roce 1870 ztratila Paraguay po válce s Brazílií, Uruguayí a Argentinou nejen 50 procent svého území, ale i 80 procent mužů schopných vojenské služby. Proto byli osadníci, kteří byli ochotní usadit se ve válkou a následnými reparacemi zbídačené zemi, vítáni s otevřenou náručí.
- V roce 1883 publikoval Friedrich Nietzsche spis Tak pravil Zarathustra, jehož ústřední pojem je Nadčlověk.
- V roce 1883–1885 cestoval nezaměstnaný a skandály ověnčený antisemita z Charlottenburgu Bernhard Förster po Jižní Americe se záměrem najít a založit novou otčinu pro čistě árijskou rasu. O své cestě napsal propagační spis s antiseministickými vsuvkami a chvalozpěvy na Wagnera, luteránství a vegetariánství. Tak získal pro svůj záměr první zájemce z řad modrookých a blonďatých Němců.[2]
- V březnu 1886 dorazila do Asunciónu skupina čtrnácti německých rodin, kterou vedl Bernhard Förster se svou manželkou Elisabeth, sestrou Friedricha Nietzscheho. Vůdce Bernard měl na kabátě připevněn železný kříž a mezi zavazadly Elisabeth nechyběl klavír.
- V roce 1887 byla těmito osadníky založena v deštné divočině první soukromá kolonie v Paraguayi; ta dostala španělský název „Nueva Germania“ (česky Nová Germánie). Paraguayská vláda poskytla osadníkům více než 20 000 hektarů půdy, nacházejících se přibližně 90 kilometrů jihovýchodně od města Concepción, department San Pedro. Rozsáhlý pozemek byl vládní smlouvou převeden na osadníky s podmínkou, že do dvou let bude v osadě žít 140 rodin kolonistů, jinak bude převod půdy neplatný.[3]
- V drsném prostředí mnoho přistěhovalců brzy zemřelo hladem kvůli nedostatku jídla; rovněž je trápily nemoci, jakými byly např. malárie či různé infekce způsobené hmyzem.[4] Majetní osadníci se cítili být propagandou podvedeni a kolonii brzy opustili. V roce 1889 byl v Německu vydán spis rozčarovaného navrátilce;[5] proud přistěhovalců i kapitálu se zastavil a podmínky smouvy splněny nebyly.

### Osud zakladatelů

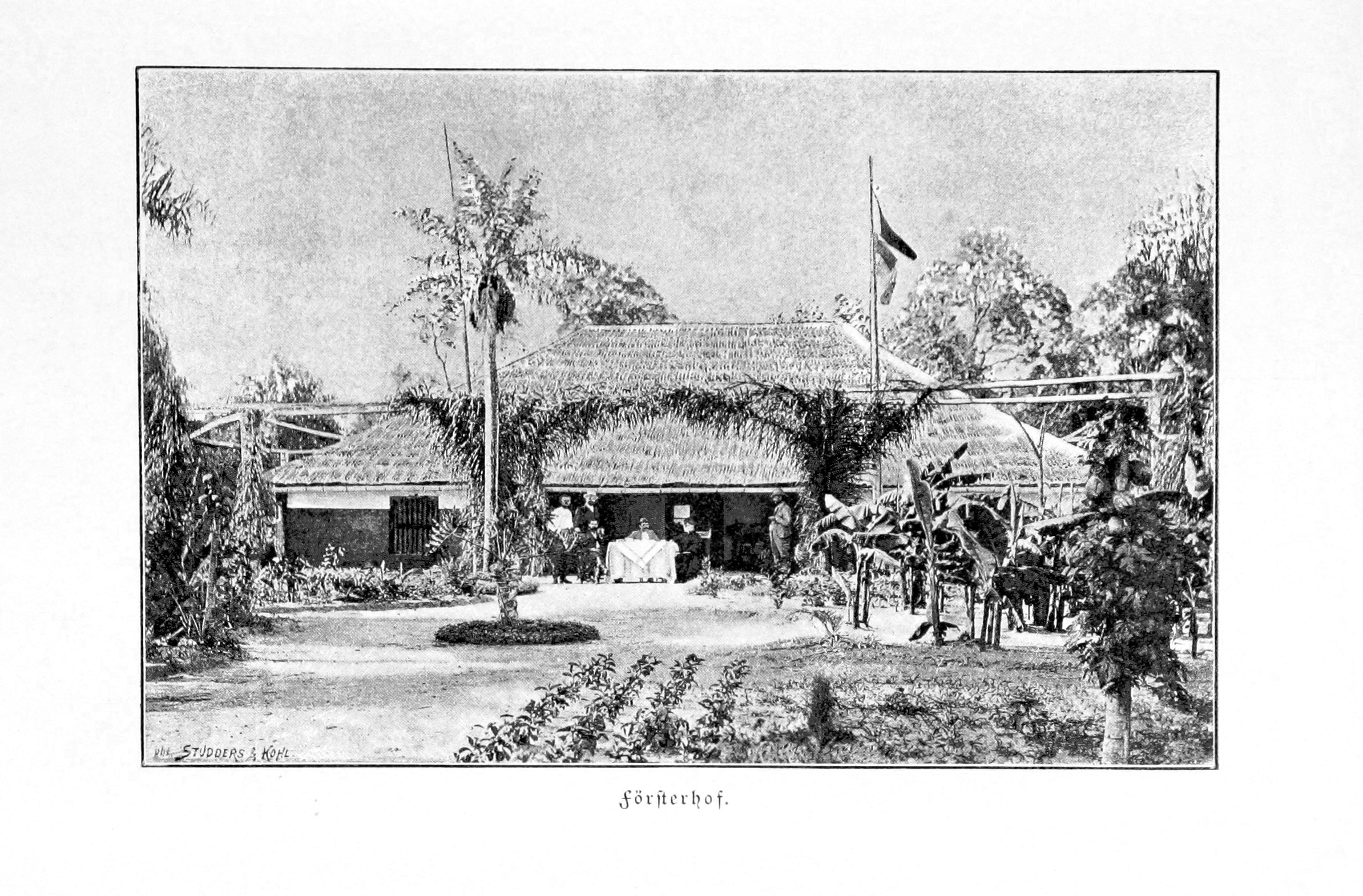
Sídlo Försterhof v roce 1891

- Bernhard Förster se zadlužil nejen kvůli stavbě luxusního sídla zvaného Försterhof, ale i nákladným životem, který se svou manželkou vedl. Dne 3. června 1889 spáchal sebevraždu v hotelu v San Bernardinu.

- Elisabeth se vrátila do Německa v roce 1893, tam našla svého psychicky nemocného bratra odkázaného na invalidní vozík. Začala se o něj starat a dále se věnovala propagaci a vydávání jeho nepříliš známého díla. To různě upravovala či psala sama pod jménem svého bratra.[6] Nietzsche v předchozí korespondenci se svou sestrou vyjadřoval pohrdání nad antisemitskou osadou Nueva Germania, ale Elisabeth proměnila filozofa po jeho smrti v jakéhosi proroka nacistické propagandistické mašinérie.[7]

### Rozvoj kolonie

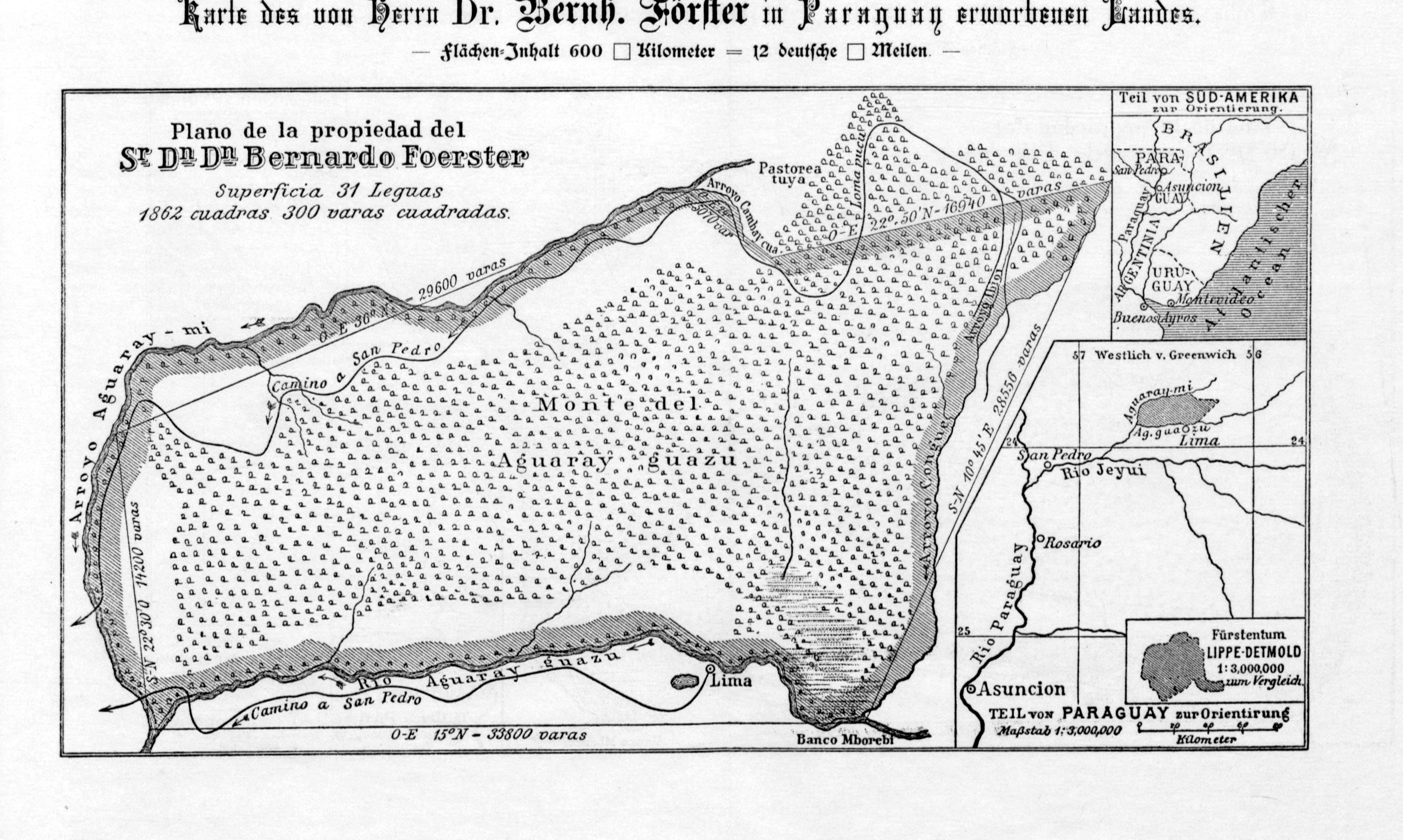
Plánek místa v knize z roku 1891

V roce 1895, dva roky po odjezdu Elisabeth Förster-Nietzscheové, opustilo kolonii Nueva Germania 100 osadníků a zůstalo tu stěží 70 osob. V roce 2013 zde žilo 4300 obyvatel a zachovala se některá německá příjmení i jazyk, kde je němčina smíšena s vysokými nosovkami jazyka guaraní a trochou španělštiny.

### Pěstování čaje

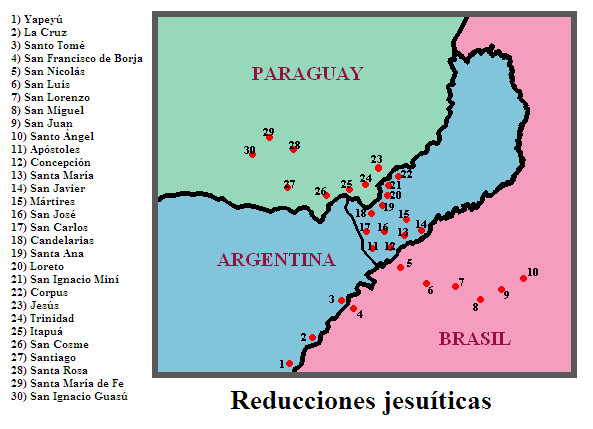
Mapa Jezuitských redukcí

V minulosti v této oblasti sídlila Jezuitská redukce, jež prosperovala díky oblibě čaje yerba maté vyráběným z Cesmíny paraguayské. Jezuité věděli, jak rostlinu pěstovat, ale němečtí kolonisté to neznali a živili se jen ručním sbíráním listů v okolních lesích. Pěstování yerby se jim nedařilo, protože semena neklíčila. Po neúnavném experimentování objevil Fritz Neumann způsob, jak přimět semena vyklíčit, a následně si založil vlastní plantáž. V roce 1903 bylo v kolonii vypěstováno osm tun yerby a v následujícím roce už 30 tun. Yerba byla odesílána do Asunciónu lodí a její cena byla mnohem vyšší než cena listů z divoké rostliny. Neumann zbohatl, ale přestože se odstěhoval do nedaleké Tacaruty, počet obyvatel Nové Germánie se po tomto úspěchu zdvojnásobil. Pěstování čaje zde skončilo v 80. letech 20. století.

## Současnost
Obyvatelé se živí výrobou cihel, chovem dobytka a pěstováním zemědělských plodin. Městečko se stává atraktivní pro turisty, nachází se zde pět penzionů, malé muzeum historie, jezdí sem rekreační rybáři a 400 metrů od náměstí je přírodní rezervace s aligátory. Zájemci o historii pátrají po osudech Josefa Mengeleho, který se v roce 1959 ucházel pod svým jménem o paraguayské občanství. Jeho pobyt v Nové Germánii bývá zmiňován, ale nebyl doložen věrohodnými zdroji. Z kdysi luxusního domu Försterhof zbyly jen trosky.